# Stigmella nigrata
Stigmella nigrata (лат.) — вид молей-малюток рода Stigmella (Nepticulinae) из семейства Nepticulidae.
Эндемик Южной Африки: ЮАР (Transvaal). Гусеницы питаются растениями вида Ziziphus mucronatus (Rhamnaceae) и минируют верхнюю поверхность листьев. Обладают сходством с видом Stigmella pallida.
В апикальной части передних крыльев развиты две жилки: R4+5 и M.